# Valle Germanasca
Valle Germanasca – dolina w Alpach Kotyjskich, w Piemoncie, w północno-zachodnich Włoszech. Spływa nią potok Germanasca.
W dolinie znajdowały się kopalnie talku. Większość mieszkańców Valle Germanasca przynależy do Kościoła Waldensów.
Otoczenie doliny stanowią szczyty, należące do Alp Kotyjskich:
- Gran Queyron – 3060 m
- Bric Ghinivert – 3037 m
- Monte Barifreddo – 3028 m
- Monte Politri (Bric Rosso) – 3026 m
- Cima Frappier – 3003 m
- Bric Bucie – 2998 m
- Punta Vergia – 2990 m
- Bric di Mezzogiorno – 2986 m
- Monte Gran Mioul – 2974 m
- Fea Nera – 2946 m